# Pleuroptya ultimalis
Pleuroptya ultimalis là một loài bướm đêm trong họ Crambidae.